# Blue Edwards
Theodore «Blue» Edwards (Washington D. C.; 31 de octubre de 1965) es un exjugador de baloncesto estadounidense que jugó como profesional en la NBA en la década de 1990. Su apodo, «Blue» ('azul'), se debe a que, siendo un bebé, estuvo a punto de ahogarse, poniéndosele la piel de color azul.

## Trayectoria deportiva

### Universidad
Jugó durante dos años con los Pirates de la Universidad de East Carolina, donde promedió 20.6 puntos y 6,3 rebotes por partido. Después de su magnífica segunda temporada, decidió ser elegible para el Draft de la NBA.

### Profesional
Fue elegido en el puesto 21 de la primera ronda del Draft de la NBA de 1989 por los Utah Jazz, donde a mediados de temporada se hizo con el puesto de titular, y acabó con unos promedios de 8,9 puntos y 3,1 asistencias, siendo elegido en el segundo mejor quinteto de novatos de ese año. Estuvo dos temporadas más allí, participando en el concurso de mates en 1991, hasta que en 1992 firmó por los Milwaukee Bucks, donde hizo dos grandes temporadas, en especial la segunda, cuando promedió 16,9 puntos, el mejor de su equipo.
Tras un breve paso por Boston Celtics y un más breve aún regreso a Utah, recayó en los Vancouver Grizzlies, donde el 1 de marzo de 1996 consiguió el primer triple-doble de la franquicia (y el suyo personal). Tras 3 años en Canadá, terminó su carrera en la NBA en los Miami Heat, a los 33 años. Después probó suerte en la Liga griega, jugando en Olimpiakos, y posteriormente en el AO Dafni.

## Estadísticas de su carrera en la NBA

### Temporada regular
| Temporada | Edad | Equipo              | Liga | P   | TIT | MIN  | TC  | TCA  | %TC  | 3P  | 3PA | %3P  | TL  | TLA | %TL  | R.OF. | R.DEF. | REB | ASIS | ROB | TAP | PER | FP  | PTS  |
| 1989-90   | 24   | Utah Jazz           | NBA  | 82  | 49  | 23.0 | 3.5 | 6.9  | .507 | 0.1 | 0.4 | .300 | 1.8 | 2.5 | .719 | 0.8   | 2.2    | 3.1 | 1.8  | 0.9 | 0.4 | 1.9 | 3.4 | 8.9  |
| 1990-91   | 25   | Utah Jazz           | NBA  | 62  | 56  | 26.0 | 3.9 | 7.5  | .526 | 0.1 | 0.4 | .250 | 1.3 | 1.9 | .701 | 0.8   | 2.4    | 3.2 | 1.7  | 0.9 | 0.5 | 1.7 | 3.3 | 9.3  |
| 1991-92   | 26   | Utah Jazz           | NBA  | 81  | 81  | 28.2 | 5.3 | 10.2 | .522 | 0.5 | 1.3 | .379 | 1.4 | 1.8 | .774 | 1.1   | 2.6    | 3.7 | 1.7  | 1.0 | 0.6 | 1.5 | 2.9 | 12.6 |
| 1992-93   | 27   | Milwaukee Bucks     | NBA  | 82  | 81  | 33.3 | 6.8 | 13.2 | .512 | 0.5 | 1.3 | .349 | 2.9 | 3.7 | .790 | 1.5   | 3.2    | 4.7 | 2.6  | 1.6 | 0.5 | 2.1 | 3.0 | 16.9 |
| 1993-94   | 28   | Milwaukee Bucks     | NBA  | 82  | 64  | 28.3 | 4.7 | 9.8  | .478 | 0.5 | 1.3 | .358 | 1.8 | 2.3 | .799 | 1.3   | 2.7    | 4.0 | 2.1  | 1.0 | 0.3 | 1.8 | 2.9 | 11.6 |
| 1994-95   | 29   | TOTAL               | NBA  | 67  | 7   | 16.6 | 2.7 | 5.9  | .461 | 0.3 | 1.1 | .293 | 1.1 | 1.3 | .833 | 0.7   | 1.2    | 1.9 | 1.1  | 0.6 | 0.2 | 1.2 | 2.1 | 6.9  |
| 1994-95   | 29   | Boston Celtics      | NBA  | 31  | 7   | 16.4 | 2.7 | 6.3  | .426 | 0.4 | 1.4 | .256 | 1.4 | 1.5 | .896 | 0.8   | 1.3    | 2.1 | 1.5  | 0.6 | 0.3 | 1.3 | 2.1 | 7.1  |
| 1994-95   | 29   | Utah Jazz           | NBA  | 36  | 0   | 16.8 | 2.7 | 5.5  | .495 | 0.3 | 0.9 | .344 | 0.9 | 1.2 | .762 | 0.7   | 1.1    | 1.8 | 0.8  | 0.7 | 0.2 | 1.2 | 2.2 | 6.6  |
| 1995-96   | 30   | Vancouver Grizzlies | NBA  | 82  | 82  | 33.8 | 4.9 | 11.7 | .419 | 1.0 | 3.0 | .343 | 1.9 | 2.5 | .755 | 1.2   | 3.0    | 4.2 | 2.6  | 1.4 | 0.6 | 2.1 | 3.0 | 12.7 |
| 1996-97   | 31   | Vancouver Grizzlies | NBA  | 61  | 12  | 23.6 | 3.0 | 7.5  | .397 | 0.4 | 1.5 | .281 | 1.5 | 1.8 | .817 | 0.8   | 2.3    | 3.1 | 1.9  | 0.6 | 0.3 | 1.3 | 2.2 | 7.8  |
| 1997-98   | 32   | Vancouver Grizzlies | NBA  | 81  | 20  | 24.3 | 4.0 | 9.2  | .439 | 0.5 | 1.5 | .333 | 2.2 | 2.7 | .837 | 0.8   | 1.9    | 2.7 | 2.5  | 1.1 | 0.3 | 1.7 | 2.3 | 10.8 |
| 1998-99   | 33   | Miami Heat          | NBA  | 24  | 0   | 11.8 | 1.3 | 3.0  | .444 | 0.2 | 0.4 | .400 | 0.4 | 0.5 | .692 | 0.3   | 1.1    | 1.4 | 1.3  | 0.7 | 0.2 | 0.9 | 1.0 | 3.2  |
| Total     |      |                     | NBA  | 704 | 452 | 26.1 | 4.3 | 9.0  | .475 | 0.4 | 1.3 | .335 | 1.8 | 2.3 | .779 | 1.0   | 2.4    | 3.4 | 2.0  | 1.0 | 0.4 | 1.7 | 2.7 | 10.8 |

### Playoffs
| Temporada | Edad | Equipo    | Liga | P  | TIT | MIN  | TC  | TCA | %TC  | 3P  | 3PA | %3P   | TL  | TLA | %TL  | R.OF. | R.DEF. | REB | ASIS | ROB | TAP | PER | FP  | PTS  |
| 1989-90   | 24   | Utah Jazz | NBA  | 5  |     | 18.8 | 2.8 | 5.2 | .538 | 0.2 | 0.6 | .333  | 1.4 | 1.6 | .875 | 1.6   | 2.0    | 3.6 | 1.6  | 1.4 | 0.4 | 2.4 | 3.2 | 7.2  |
| 1990-91   | 25   | Utah Jazz | NBA  | 9  |     | 26.8 | 4.1 | 8.6 | .481 | 0.1 | 0.2 | .500  | 1.8 | 2.2 | .800 | 0.8   | 2.3    | 3.1 | 1.8  | 0.9 | 0.1 | 1.7 | 4.1 | 10.1 |
| 1991-92   | 26   | Utah Jazz | NBA  | 16 |     | 22.1 | 3.3 | 6.9 | .468 | 0.1 | 0.6 | .200  | 1.4 | 2.0 | .719 | 1.4   | 1.8    | 3.2 | 1.1  | 1.4 | 0.2 | 1.6 | 2.8 | 8.1  |
| 1994-95   | 29   | UTA       | NBA  | 4  |     | 8.3  | 1.0 | 3.0 | .333 | 0.3 | 0.3 | 1.000 | 0.0 | 0.0 |      | 0.3   | 1.3    | 1.5 | 0.8  | 0.5 | 0.0 | 0.8 | 0.8 | 2.3  |
| Total     |      |           | NBA  | 34 |     | 21.2 | 3.1 | 6.6 | .473 | 0.1 | 0.5 | .313  | 1.4 | 1.8 | .767 | 1.1   | 1.9    | 3.0 | 1.3  | 1.2 | 0.2 | 1.6 | 3.0 | 7.8  |